# Cizia Zykë
Cizia Zykë, né Jean-Charles Zykë, né le 25 février 1949 à Taroudant et mort à Bordeaux le 26 septembre 2011,, est un aventurier, chercheur d'or et écrivain français.

## Biographie
Fils d'un légionnaire français d’origine albanaise et d’une mère grecque, Cizia Zykë passe son enfance à Taroudant dans le sud du Maroc. Sa famille s’installe à Bordeaux lorsque le Maroc obtient son indépendance en 1956.
L’adolescence de Zykë est mouvementée. Ses activités au sein d’un gang de jeunes délinquants lui valent de nombreux ennuis judiciaires, dont deux séjours à la prison du fort du Hâ. Il décide de quitter la France à l’âge de dix-sept ans. Les autorités refusent cependant de lui délivrer un passeport, ce qui pousse Zykë à s’engager dans la Légion étrangère lors de la Guerre des Six Jours. Hélas, son rêve de fuir la France à tout prix est détruit lorsque son contingent est dissous après seulement trois mois.
Zykë parvient finalement à obtenir un passeport en 1967 et part rejoindre son grand-père installé en Argentine. Pendant les trois années qu’il passera en Amérique du Sud, il acquiert une fortune considérable (dans le commerce d’objets d’art précolombien) et développe une passion immodérée pour les jeux de hasard.
Zykë s’installe à Toronto en octobre 1972. Il y prend la direction d’un restaurant italien, puis se spécialise dans l’organisation de jeux de hasard clandestins et dans la récupération forcée de dettes. Survivant de justesse à une tentative d’assassinat par le chef d’un gang rival, Zykë se réfugie en Suisse en 1973.
Amateur de drogues, il se rend souvent à Amsterdam pendant cette période-là pour se procurer des stupéfiants. Après deux overdoses d’héroïne, il décide de partir pour l'Afrique du Nord où il finit par organiser un commerce extrêmement lucratif de véhicules d’occasion. Malgré la corruption omniprésente qui facilite ses transactions pas toujours légales, il est finalement arrêté au Mali, à Bamako, en 1975 et confronté à une longue liste de chefs d’accusation. Il obtient avec difficulté une libération sous caution et en profite pour quitter l’Afrique en catastrophe.
Pendant les trois années suivantes, Zykë et sa compagne parcourent les Caraïbes. Un fils leur naît en 1978, mais il meurt subitement à l’âge d’un an. Le couple, atterré par cette tragédie, plonge dans la vie nocturne des casinos de Hong Kong et de Macao et, sans le sou, échoue au Costa Rica en 1980.
Intéressé par les histoires de chercheurs d’or vivant illégalement dans la réserve naturelle de Corcovado, sur la péninsule d'Osa, toujours au Costa Rica, Zykë s’associe à plusieurs d’entre eux et réussit après un certain temps à fonder une holding — légale cette fois — d’exploitation d’or à grande échelle. L’impact environnemental de sa mine et les relations difficiles qu’il entretient avec la population et la classe politique locales finissent cependant par entraîner sa chute en 1983. Menacé de longues années de prison, il s'enfuit vers le Panama en emportant sur lui trois kilos d’or.
De retour en France, il écrit Oro, qui relate ses aventures au Costa Rica, et le publie en 1985. Grâce à ce livre, il devient riche et célèbre et entame une carrière d'auteur tout en continuant à parcourir le monde.
Jusqu’en 1991, Zykë vit en Thaïlande, où il s’entraîne à la boxe thaï, et en Australie, où il gère à nouveau une mine d’or dans la région de Laverton. Il sera suivi en Australie par une équipe de télévision française. Le reportage Cizia Zykë, gentilhomme de fortune, réalisé par Dominique Martial, est diffusé pour la première fois en 1987. Pendant tout son séjour en Asie du Sud-Est, Zykë continue à publier régulièrement des romans, de fiction cette fois, dont aucun n’a cependant réussi à répéter le succès commercial d’Oro qui fut un best-seller.
Cette célèbre aventure paraît en bande dessinée en 1992, sous le crayon d'Yves Bordes, mais seul le premier tome fut publié.
En 1991, Zykë retourne en France et se prépare à visiter le pays d’origine de son père, l’Albanie, alors plongée dans le chaos consécutif à la chute du régime communiste. Zykë y passe trois ans. Le fruit de son séjour en Albanie se compose de quatre romans — Les Aigles, Au nom du père, Requiem et Rédemption — et du film documentaire Kanun, qu'il réalise avec Piro Milkani et avec la participation, pour le récit, du cinéaste et écrivain Dominique Martial.
Il est recruté par le magazine VSD pour couvrir le rallye Paris-Dakar. Atterré de découvrir une organisation semi-crapuleuse, il écrit un article très critique. Celui-ci est publié dans une version largement censurée et Zykë est renvoyé.
En 2007, deux récits extraits du recueil de nouvelles Histoires de fous paraissent chez Talking Book : L'Ogre, narré par Philippe Murgier et Hugo David, puis, toujours sous ce format, Tu veux jouer avec moi ?, narré par Marie Clément, Hugo David, Leïla Baktiar, Guylène Ouvrard et Esmeralda Nunez.
En 2008-2009, Cizia Zykë se trouve en Guyane, où il prépare la sortie d'un nouvel ouvrage autobiographique dont le titre est Oro and Co. Ce récit retrace son parcours depuis 1984, lorsqu'il quitte le Costa Rica, jusqu'à nos jours pour sa dernière aventure parmi les orpailleurs clandestins. Il y explore la frontière Surinamaise avec le projet de construire sa propre ville, zone de plaisir, casino flottant et édifiante statue pour passer ainsi à la postérité. Cizia Zykë signe là sa dernière œuvre autobiographique, un au revoir à ses lecteurs en même temps qu'un hommage appuyé à son collaborateur et ami l'écrivain Thierry Poncet, qui met fin à son aventure éditoriale.
Le 8 janvier 2009, Cizia Zykë aurait été mis en examen à Cayenne pour « complicité d'orpaillage clandestin ». D'après le journal Le Parisien : « on indique qu'il est soupçonné d'avoir ravitaillé par avion des orpailleurs clandestins, sous couvert de réaliser un documentaire. ».
Le 18 juin 2009 Oro and Co. sort aux éditions Fleuve noir. À cette occasion, Oro, le premier livre de Cizia Zykë, est réédité.
En août 2009, est créée à l'initiative de Cizia Zykë l'association Liberté, Zykë & Co, une association « loi de 1901 » dont les buts sont la défense et la valorisation de son œuvre, la promotion de l'art sous toutes ses formes et l'aide humanitaire.
Zykë meurt d'une crise cardiaque à Bordeaux le 26 septembre 2011.

## Cizia Zykë et la littérature

### Récits autobiographiques
Après son séjour Amérique centrale au début des années 1980, il revient en France où il écrit Oro, qui relate ses aventures au Costa Rica. Il parvient à le faire publier en 1985. Il est invité à faire la promotion de son livre dans l'émission télévisée de littérature Apostrophes durant laquelle le présentateur Bernard Pivot lit une lettre de l'ambassadeur du Costa Rica qui s'indigne de la promotion faite à Zykë. Cette lettre à l'effet inverse que celui escompté et permet d'attester la véracité du récit : Les ventes d'Oro explosent. Zykë, pris pour un voyou et un idiot par les éditeurs, leur impose cependant de se faire rémunérer par avance et en liquide, ce qui lui permet de financer un train de vie luxueux (il voyage parfois en Rolls Royce).
En 1986 et 1987, il publie deux autres romans autobiographiques : Sahara, qui relate le convoyage de camion à travers le désert pour être vendu au Niger; puis Parodie, sur ses activités dans le monde du casino au Canada.
Cette trilogie autobiographique reste  la partie de son œuvre la plus apprécié  et a été traduite en plusieurs langues. Zykë y offre une perspective insolite dans laquelle l'humour côtoie la tragédie humaine au plus près des travailleurs des pays où il a vécu, le tout souvent émaillé d'ennuis judiciaires. Il affirme que tous les événements qu’il a décrits dans Oro, Sahara et Parodie sont « rigoureusement authentiques ».
Cette trilogie est complétée en 2009 par Oro and co, qui relate principalement ses tentatives de monter un casino flottant à la frontière entre la Guyane et le Surinam.
En 2017, Thierry Poncet publie Zykë l'aventure qui relate sa relation avec Cizia Zykë en tant qu'auteur et negre littéraire (à partir du livre Sahara). Cela lui permet de compléter la biographie de Zykë et sa bande par plusieurs aventures autour du monde après le succès de Oro.

### Auteur de fiction
Après le succès de Oro, désormais versé sur les ressorts de l'action narrative, Zykë publie plusieurs romans de fiction en s'inspirant des pays qu'il visite.
Il a le projet de relancer le marché d'une littérature populaire "couillue, exigeante et en même temps facile d'accès" qui lui inspire la série des "Tuan Charlie" (en hommage à Joseph Conrad). Néanmoins, le mépris qu'il suscite de la part du petit milieu de l'édition parisienne, et les petits arrangements louches auxquels il refuse de participer l'empêche de réaliser son ambition.

## Zykë et le cinéma
Durant son séjour en Thaïlande, à la fin des années 1980, Cizia Zykë loue les services d'un entraineur afin de se former à la boxe thaïe (muay thaï). Entre les entraînements, il visionne de nombreux films afin de s'en inspirer. Il envisage en effet de jouer le rôle d'un boxeur dans un film qui s'appellerait K.O.. Il rédige le scénario avec Thierry Poncet puis entreprend de réaliser un premier tournage dans un bar de Pattaya (Pattaya) dans lequel il tient le premier rôle. Mais le matériel de fortune et les conditions rocambolesques font que les scènes tournées ne sont pas utilisables. De retour en France, il propose le scénario au directeur de la société de production Cannon, Menahem Golan, qui ne donne pas suite. Il abandonne rapidement et découvre par la suite qu'il s'est fait voler son scénario en voyant le film Bloodsport .
En 1991, la chute du régime communiste en Albanie permet à Cizia Zykë d'envisager un second voyage dans le pays d'origine de son père. Une rencontre avec Ismaïl Kadaré à Paris lui avait déjà permis de se rendre sur place auparavant, mais le régime lui interdisait alors de mener l'enquête comme il l'entendait. Zykë y séjourne trois ans, ce qui lui permet de rassembler les matériaux pour quatre fictions romanesques — Les Aigles, Au nom du père, Requiem et Rédemption — . Sur place, il tourne aussi le film documentaire Kanun, réalisé avec Piro Milkani et avec la participation, pour le récit, du cinéaste et écrivain Dominique Martial (le film sera en vente en VHS sur son site internet).
Pendant un temps, il tente de vendre à un producteur suisse le scénario d'un film intitulé La Rivière du Français.
De mars à juin 2010, Cizia Zykë écrit le scénario du film Barbaresk, racontant l'histoire de deux familles juives persécutées par l'Inquisition espagnole, au XVe siècle. Ils trouveront refuge dans l'Empire ottoman, l'actuelle Turquie.

## Œuvres
Œuvres autobiographiques
- Oro (Hachette, 1985)
- Sahara (Hachette, 1986)
- Parodie (Hachette/Édition no 1, 1987)
- Oro and Co (Fleuve Noir, 06/2009)

Œuvres de fiction
- Fièvres (Hachette/Édition no 1 1988)
- Paranoïa (Édition no 1 1989)
- Tuan Charlie no 1 Maléfices (Media1000 1er trimestre 1989)
- Tuan Charlie no 2 Opium (Media1000 04/1989)
- Tuan Charlie no 3 Dust (Media1000 06/1989)
- Tuan Charlie no 4 Enfers (Media1000 09/1989)
- Buffet campagnard (Ransay 1990)
- La ferme d'Eden (Ramsay 02/1991)
- Histoires de fous (Ramsay 11/1991)
- Oro Tome 1 Bande dessinée publiée par Cizia Zykë France, aux crayons Yves Bordes (05/1992)
- Alixe (JC Lattes 1993)
- Amsterdam zombie (JC Lattes 1994)
- Les aigles (Éditions du rocher 06/2000)
- Blasphèmes (Éditions du rocher 04/2001)
- La révolte d'Amadeus Jones (Éditions du rocher 06/2002)
- Au nom du père (Éditions du rocher 03/2003)
- Requiem (Éditions du rocher 10/2003)
- Rédemption (Éditions du rocher 06/2004)
- Alma (Taurnada Éditions 09/2018)

Personnage imaginé par Cizia Zykë & Thierry Poncet, écrit par Thierry Poncet
- HAIG - Le Secret des Monts Rouges (Taurnada Éditions - 2016)
- HAIG - Les Guerriers perdus (Taurnada Éditions - 2016)
- HAIG - Le Sang des sirènes (Taurnada Éditions - 2016)

Récit tiré des aventures communes de Cizia Zykë et Thierry Poncet écrit par Thierry Poncet
- Zykë l'Aventure (Taurnada Éditions - 12 octobre 2017) :

"L'incroyable odyssée autour du monde, au sommet du succès littéraire et au cœur de l'amitié de deux hommes que tout oppose. Un récit trépidant et truculent, dur et drôle, invraisemblable et vrai : inlâchable."

## Filmographie
- 1988 - Bloodsport (scénario, non crédité)
- 1994 - Kanun de Cizia Zykë

Reportages ou interviews (liste non exhaustive)
- 1985 - "Apostrophes" présenté par Bernard Pivot (émission de télé, Antenne 2)
- 1987 - Cizia Zykë, gentilhomme de fortune, documentaire produit et réalisé par Dominique Martial
- 2011 - interview filmée pour le site www.fluctuat.net